# Rey Maualuga
Rey Maualuga (Fort Sill, 20 gennaio 1987) è un ex giocatore di football americano statunitense che ha militato nel ruolo di linebacker nella National Football League (NFL). Fu scelto nel corso del secondo giro (38º assoluto) del Draft NFL 2009 dai Cincinnati Bengals. Al college ha giocato a football alla University of Southern California.

## Carriera professionistica

### Cincinnati Bengals
Maualuga fu scelto nel corso del secondo giro del Draft 2009 dai Cincinnati Bengals. Il 30 dicembre 2009 a causa della frattura della caviglia rimediata una settimana prima. La sua prima stagione terminò così con 64 tackle, un sack, tre fumble forzati e 3 passaggi deviati in 15 partite come titolare. La stagione successiva disputò ancora tutte le gare tranne una come titolare con 75 tackle, un sack e i primi due intercetti in carriera. Dopo la stagione 2012 in cui stabilì un nuovo primato personale con 122 tackle, il 18 marzo 2013 firmò un prolungamento contrattuale biennale del valore di 6,5 milioni di dollari.
Battendo i Minnesota Vikings nella settimana 16 della stagione 2013, i Bengals ottennero la loro terza qualificazione ai playoff consecutiva, un fatto senza precedenti per la franchigia. In quella gara Rey mise a segno il suo primo intercetto stagionale. Malgrado i favori del pronostico, i Bengals furono eliminati per il terzo anno consecutivo nel primo turno dei playoff, questa volta in casa per mano dei San Diego Chargers, nonostante una grande prestazione del giocatore che guidò la sua squadra con 15 tackle.
Nel 2014 ha recitato nel film Million Dollar Arm del regista Craig Gillespie.
Il 5 marzo 2015, Maualuga firmò un rinnovo contrattuale triennale con i Bengals del valore di 14 milioni di dollari..

### Miami Dolphins
Il 17 agosto 2017, Maualuga firmò con i Miami Dolphins. Fu svincolato il 18 novembre 2017 dopo essere stato arrestato la sera precedente

## Palmarès
- Chuck Bednarik Award - 2008

## Statistiche
| Partite totali      | 85  |
| Partite da titolare | 84  |
| Tackle              | 482 |
| Sack                | 4,0 |
| Intercetti          | 5   |
| Fumble forzati      | 6   |

Statistiche aggiornate alla stagione 2014